# Gekko lauhachindai
Gekko lauhachindai là một loài thằn lằn trong họ Gekkonidae. Loài này được Panitvong, Konlek & Kunya mô tả khoa học đầu tiên năm 2010.